# Viện Văn học (Việt Nam)
Viện Văn học (Việt Nam) (tên giao dịch quốc tế: (Vietnam) Institute of Literature, viết tắt là IOL) là tổ chức khoa học và công nghệ công lập trực thuộc Viện Hàn lâm Khoa học xã hội Việt Nam Viện chính thức được thành lập ngày 6 tháng 2 năm 1960. Tổ chức tiền thân của Viện mang tên "Tổ văn học" trực thuộc Ban nghiên cứu lịch sử, địa lý, văn học (1953), "Sở Nghiên cứu Văn học" (1959).

## Lịch sử phát triển
Ngày 2 tháng 12 năm 1953 tại chiến khu Việt Bắc, Trường Chinh thay mặt Ban Bí thư Trung ương Đảng Lao động Việt Nam ký Quyết định số 34 QN/TW thành lập Ban nghiên cứu lịch sử, địa lý, văn học trực thuộc Trung ương Đảng. Tổ văn học trực thuộc Ban là tổ chức tiền thân của Viện Văn học ngày nay.
Giữa năm 1954, nhằm ưu tiên công tác nghiên cứu văn học, Ban nghiên cứu lịch sử, địa lý, văn học được đổi tên thành Ban nghiên cứu văn học, lịch sử, địa lý (gọi tắt là "Ban Văn, Sử, Địa").
Ngày 4 tháng 9 năm 1954, Phó thủ tướng Phan Kế Toại thay mặt Phủ Thủ tướng nước Việt Nam dân chủ cộng hòa ký Nghị định 1036-TTg thành lập Ban nghiên cứu lịch sử, văn học và địa lý Việt Nam thuộc Bộ giáo dục. Tổ Văn học được đổi thành Phòng Văn học theo Quyết định của Bộ.
Ngày 4 tháng 3 năm 1959, Chủ tịch nước Việt Nam Dân chủ Cộng hòa đã ký Sắc lệnh số 16/6-SL thành lập Ủy ban Khoa học Nhà nước thuộc Hội đồng Chính phủ, quyền hạn tương đương một Bộ. Ban Khoa học Xã hội nằm trong cơ cấu tổ chức của Ủy ban Khoa học Nhà nước. Bộ phận Văn học trực thuộc Ban nghiên cứu Văn học, Lịch sử, Địa lý của Ủy ban, mang tên Sở Nghiên cứu văn học.
Ngày 6 tháng 2 năm 1960, Thủ tướng Chính phủ Phạm Văn Đồng ký Quyết định số 038-TTg thành lập tổ chức mang tên Viện Văn học trực thuộc Ủy ban Khoa học Nhà nước, và giữ tên gọi cho đến nay (dù cơ quan cấp trên của Viện đã từng nhiều lần được đổi tên, như  Viện Khoa học Xã hội Việt Nam, Trung tâm Khoa học Xã hội và Nhân văn Quốc gia, Viện Hàn lâm Khoa học xã hội Việt Nam).
Thời điểm mới thành lập, Viện Văn học chỉ có 12 thành viên trong đó có GS.Đặng Thai Mai (Viện trưởng), Hoài Thanh (Phó Viện trưởng), Vũ Ngọc Phan, Hằng Phương, Hồ Tôn Trinh, Nguyễn Văn Truy (Thành Duy), Nguyễn Khoa Bội Lan, Nguyễn Đức Đàn, Hồ Tuấn Niêm.

## Vị trí và chức năng
Quyết định số 58/QĐ-KHXH ngày 29 tháng 1 năm 2024 của Chủ tịch Viện Hàn lâm Khoa học xã hội Việt Nam quy định vị trí và chức năng của Viện Văn học (trích): "Viện Văn học là tổ chức khoa học và công nghệ trực thuộc Viện Hàn lâm Khoa học xã hội Việt Nam (sau đây viết tắt là Viện Hàn lâm), có chức năng nghiên cứu cơ bản, chuyên sâu về văn học; cung cấp luận cứ khoa học cho việc hoạch định chủ trương, đường lối của Đảng, chính sách, pháp luật của Nhà nước về văn học nghệ thuật; tư vấn chính sách về văn học; tham gia đào tạo, phát triển nguồn nhân lực về khoa học văn học".

## Nhiệm vụ và quyền hạn

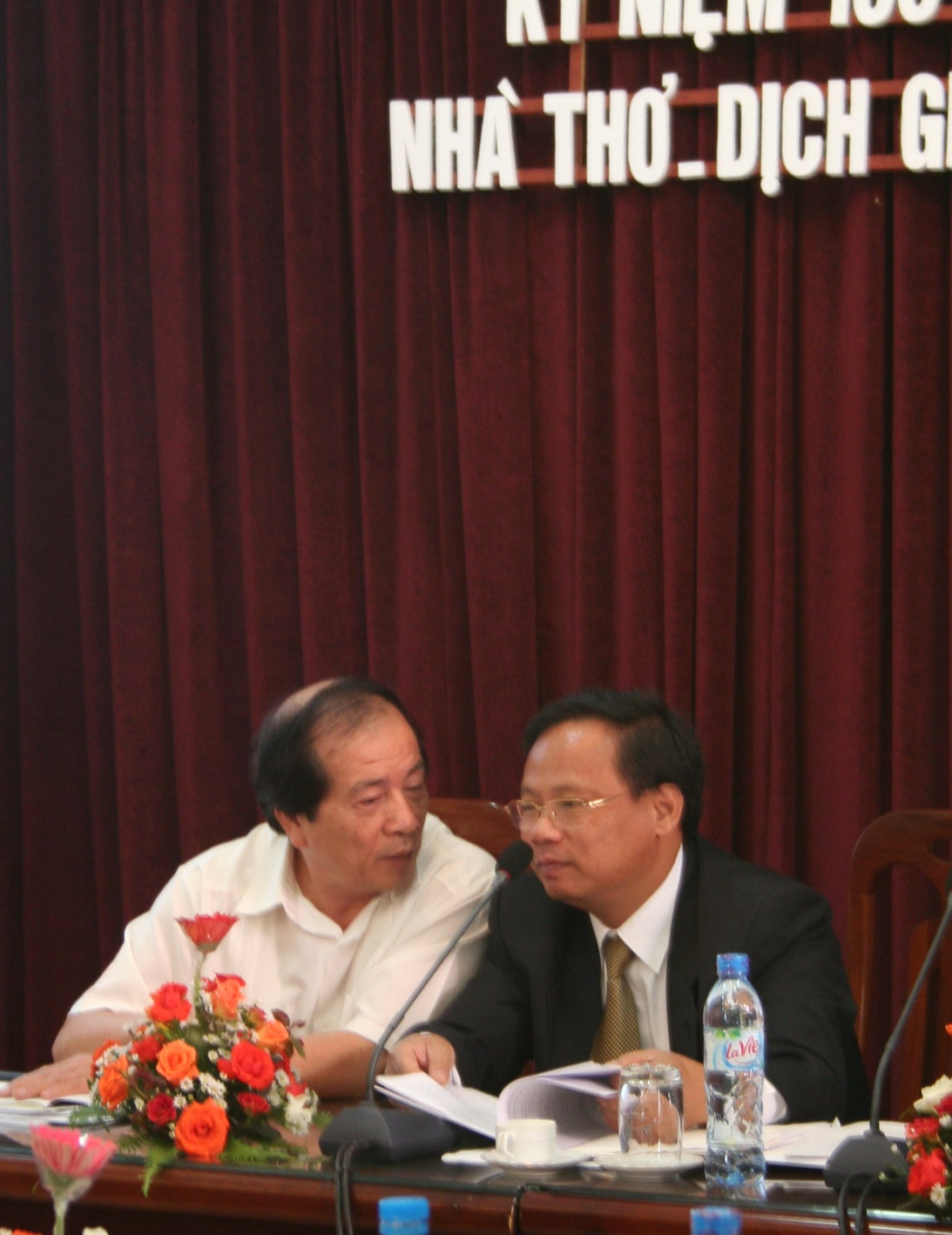
PGS.TS. Phan Trọng Thưởng, Viện trưởng Viện Văn học (Việt Nam) (bên phải) đang trao đổi với Nhà thơ Hữu Thỉnh, Chủ tịch Hội Nhà văn Việt Nam trong một buổi hội thảo khoa học tổ chức năm 2007.

Quyết định số 58/QĐ-KHXH ngày 29 tháng 1 năm 2024 Chủ tịch Viện Hàn lâm Khoa học xã hội Việt Nam quy định nhiệm vụ và quyền hạn của Viện Văn học:
1. Trình Chủ tịch Viện Hàn lâm kế hoạch dài hạn, 3 năm, hàng năm của Viện Văn học và tổ chức thực hiện sau khi được phê duyệt.
2. Nghiên cứu cơ bản những vấn đề về lí luận văn học, lịch sử văn học và phê bình văn học.
3. Nghiên cứu, giới thiệu văn học Việt Nam và văn học các nước trên thế giới, đặc biệt các nền văn học lớn, có ảnh hưởng và có quan hệ giao lưu với Việt Nam.
4. Nghiên cứu, tổng kết, đúc rút những vấn đề thực tiễn văn học nhằm cung cấp luận cứ khoa học cho Đảng và Nhà nước trong việc hoạch định chủ trương, đường lối, chính sách phát triển văn học nghệ thuật; góp phần xây dựng nền lý luận văn nghệ Việt Nam và kiến tạo hệ giá trị văn hóa, văn nghệ dân tộc, thúc đẩy sự phát triển của phê bình văn học.
5. Kết hợp nghiên cứu với đào tạo trong lĩnh vực văn học nghệ thuật; tham gia đào tạo, phát triển nguồn nhân lực có trình độ cao theo yêu cầu của Viện Hàn lâm và đề nghị của các cơ quan, tổ chức trong nước và nước ngoài, phù hợp với quy định của pháp luật.
6. Hợp tác trong nước và quốc tế về nghiên cứu khoa học theo quy định của pháp luật và của Viện Hàn lâm.
7. Trao đổi thông tin khoa học với các cơ quan, tổ chức trong nước và nước ngoài theo quy định của pháp luật; quản lý và khai thác sách, tư liệu của Viện; công bố, phổ biến các kết quả nghiên cứu, xuất bản các công trình khoa học và truyền bá các kiến thức văn học nghệ thuật.
8. Tổ chức tư vấn khoa học, cung cấp dịch vụ liên ngành về những vấn đề văn hóa - văn học, xã hội - văn học phù hợp với chức năng, nhiệm vụ của Viện Văn học.
9. Tham gia xây dựng, góp ý, phản biện các đề án, dự án, quy hoạch, kế hoạch, chương trình đào tạo, giáo dục, phát triển về văn hóa nghệ thuật, báo chí văn nghệ và những vấn đề kinh tế - xã hội quan trọng theo sự phân công của Viện Hàn lâm và đề nghị của bộ, ngành, địa phương, tổ chức, đơn vị, phù hợp với quy định của pháp luật.
10. Quản lý về tổ chức, bộ máy, vị trí việc làm, cơ cấu viên chức theo chức danh nghề nghiệp và số lượng người làm việc của đơn vị; quản lý và sử dụng tài chính, tài sản của Viện Văn học theo quy định của Nhà nước và theo sự phân cấp quản lý của Viện Hàn lâm.
11. Thực hiện các nhiệm vụ khác theo sự phân công của Chủ tịch Viện Hàn lâm[1][6].

## Cơ cấu tổ chức và Biên chế

### Cơ cấu tổ chức
- Lãnh đạo Viện gồm Viện trưởng và các Phó Viện trưởng. Số lượng Phó Viện trưởng được thực hiện theo quy định của pháp luật và Viện Hàn lâm.

Tổ chức cấp phòng và Tạp chí gồm:
1. Phòng Hành chính - Tổng hợp;
2. Phòng Văn học Việt Nam Cổ - Trung đại và Dân gian;
3. Phòng Văn học Việt Nam Cận - Hiện đại;
4. Phòng Văn học nước ngoài
5. Phòng Lý luận văn học
6. Tạp chí Nghiên cứu Văn học

### Biên chế
Biên chế Viện Văn học thay đổi theo mỗi thời kỳ phát triển, có giai đoạn hơn 70 cán bộ, viên chức, người lao động. Đầu năm 2024 Viện có 46 viên chức và người lao động. Theo Quyết định 58/QĐ-KHXH, số lượng viên chức, người làm việc của Viện Văn học thuộc biên chế viên chức, số lượng người làm việc của Viện Hàn lâm do Chủ tịch Viện Hàn lâm phân bổ trên cơ sở đề nghị của Viện trưởng Viện Văn học và Trưởng ban Ban Tổ chức - Cán bộ của Viện Hàn lâm.

## Thư viện
Thư viện của Viện với chức năng thông tin và tư liệu phục vụ độc giả trong giới, chủ yếu là cán bộ trong Viện và các nghiên cứu sinh của Viện, thư viện của Viện Văn học là một trong những thư viện chuyên ngành lớn nhất. Kho sách của Viện có 68.000 bản bao gồm sách nghiên cứu và sách sáng tác (66.800 bản) được cập nhật khoảng 600 bản/năm; từ điển (1.200 bản) được cập nhật khoảng 50 bản/năm. Các báo và tạp chí chuyên ngành gồm khoảng 7.000 bản của 110 loại báo và tạp chí trong và ngoài nước. Ngoài ra, thư viện có các báo cáo dạng kỷ yếu hội thảo, đề tài nghiên cứu các cấp, luận án, luận văn và đặc biệt có nhiều tài liệu độc bản quý hiếm, bản thảo viết tay v.v. Thư viện bao gồm kho sách, phòng mượn sách, phòng đọc, hệ thống máy tính và tủ phiếu tra cứu, bộ phận phục vụ tra cứu và sao chụp tư liệu.

## Tạp chí
Tính từ 1960 đến nay, Tạp chí Nghiên cứu Văn học là cơ quan ngôn luận của Viện, đồng thời là diễn đàn khoa học của ngành và của bạn đọc quan tâm đến sự nghiệp nghiên cứu văn học. Tạp chí Nghiên cứu văn học được tổ chức và hoạt động theo Giấy phép hoạt động báo chí, Luật Báo chí, các văn bản pháp quy khác về báo chí và Quy chế về tổ chức và hoạt động của các tạp chí thuộc Viện Hàn lâm Khoa học xã hội Việt Nam.
Tạp chí mang tên Nghiên cứu Văn học từ số 1 (1) tháng 1-1960, đến số 6 (42) tháng 6/1963. Sau đó đổi tên thành Tạp chí Văn học và đánh lại số từ số 1 (43) tháng 7-1963 cho đến số 12 (382) tháng 12-2003. Từ số 1 (383) tháng 1-2004 đến nay tạp chí quay trở lại với tên gọi Nghiên cứu Văn học.
Tạp chí bao gồm:
1. Tổng biên tập và Phó tổng biên tập, trong đó Tổng biên tập chịu trách nhiệm trước pháp luật và Chủ tịch Viện Hàn lâm Khoa học xã hội Việt Nam về mọi mặt hoạt động của Tạp chí; Phó tổng biên tập giúp việc cho Tổng biên tập.
2. Thư ký tòa soạn và các nhân viên.

Tạp chí Nghiên cứu Văn học định kỳ ra một tháng một số.

## Lãnh đạo Viện qua các thời kỳ

### Viện trưởng

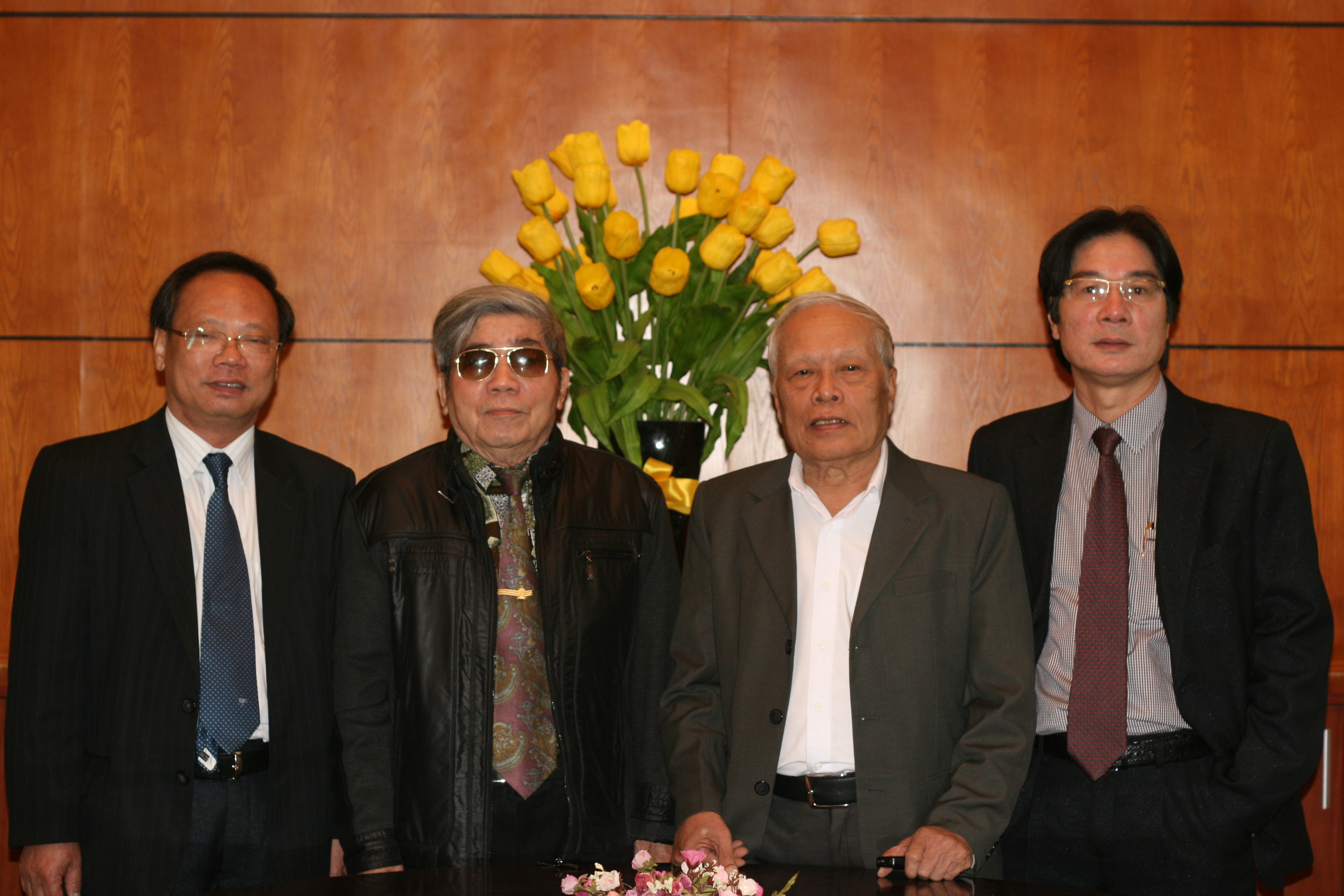
Bốn viện trưởng Viện Văn học (qua các thời kỳ): từ trái sang gồm PGS.TS. Phan Trọng Thưởng, GS. Hà Minh Đức, GS. Phong Lê, PGS.TS. Nguyễn Đăng Điệp

1. GS. Đặng Thai Mai: Viện trưởng giai đoạn 1959-1976;
2. Nhà thơ Hoàng Trung Thông: Viện trưởng giai đoạn 1976-1985;
3. GS.VS Hoàng Trinh: Viện trưởng giai đoạn 1985-1988;
4. GS. Phong Lê: Viện trưởng giai đoạn 1988-1995;
5. GS. Hà Minh Đức: Viện trưởng giai đoạn 1995-2003;
6. PGS.TS. Phan Trọng Thưởng: Viện trưởng giai đoạn 2003-2011;
7. PGS.TS. Nguyễn Đăng Điệp: Viện trưởng từ 2012 đến hết tháng 7/2023.

Ngày 9 tháng 8 năm 2023, PGS.TS. Nguyễn Đức Minh, Phó Chủ tịch Viện Hàn lâm Khoa học xã hội Việt Nam được giao trực tiếp chỉ đạo, phụ trách, điều hành Viện Văn học.
Ngày 5 tháng 2 năm 2024, TS. Nguyễn Huy Bỉnh về Viện Văn học nhận nhiệm vụ Bí thư Chi bộ, Phó Viện trưởng phụ trách.

### Phó Viện trưởng
1. Nhà phê bình Hoài Thanh: Phó Viện trưởng giai đoạn 1959-1969;
2. PGS. Vũ Đức Phúc: Phó Viện trưởng giai đoạn 1970-1984;
3. TS. Nguyễn Minh Tấn: Phó Viện trưởng giai đoạn 1970-1975;
4. GS.VS. Hoàng Trinh: Phó Viện trưởng giai đoạn 1970-1984;
5. PGS. Nguyễn Văn Hoàn: Phó Viện trưởng giai đoạn 1980-1988;
6. PGS.TS. Huỳnh Văn Vân: Phó Viện trưởng giai đoạn 1984-1991;
7. PGS.TS. Lưu Văn Bổng: Phó Viện trưởng giai đoạn 1988-1996;
8. PGS.TS. Phan Trọng Thưởng: Phó Viện trưởng giai đoạn 1996-2003;
9. PGS.TS. Trương Đăng Dung: Phó Viện trưởng giai đoạn 1995-2010;
10. PGS.TS. Nguyễn Đăng Điệp: Bí thư Chi bộ, Phó Viện trưởng giai đoạn 2008-2011;
11. TS. Trần Thị Hải Yến: Phó Viện trưởng từ tháng 8/2010 đến tháng 10/2011;
12. PGS.TS. Nguyễn Hữu Sơn: Phó Viện trưởng từ 2012-2019, Phó tổng biên tập Tạp chí Nghiên cứu Văn học (từ 2012), Quyền tổng biên tập (từ 2015), Tổng biên tập (từ 2017);
13. PGS.TS. Vũ Thanh: Phó Viện trưởng giai đoạn 2014-2019;
14. TS. Phạm Văn Ánh: Phó Bí thư Chi bộ, Phó Viện trưởng, Phó tổng biên tập Tạp chí Nghiên cứu Văn học (từ tháng 6/2020 đến tháng 1/2025);
15. TS. Trần Thiện Khanh: Phó Viện trưởng (từ tháng 9/2020 đến tháng 7/2024);
16. TS. Nguyễn Huy Bỉnh: Bí thư Chi bộ, Phó Viện trưởng phụ trách (từ tháng 2/2024);
17. TS. Nguyễn Thị Thanh Nga: Phó Viện trưởng (từ ngày 28/5/2025).

## Những công trình chính hiện nay
- Dự án điều tra tổng thể tư liệu văn học Việt Nam 10 thế kỷ (thế kỷ 10 đến thế kỷ 20)
- Lịch sử văn học Việt Nam 10 thế kỷ (thế kỷ 10 đến thế kỷ 20)
- Dịch thuật, giới thiệu các khuynh hướng, trường phái lý luận phê bình văn học nước ngoài thế kỷ 20
- Những vấn đề lý luận và thực tiễn trong văn học Việt Nam
- Tổng kết thành tựu văn học Việt Nam thời kỳ đổi mới.

## Giải thưởng cấp quốc gia
- Huân chương Độc lập hạng Nhất (năm 2000) cho Viện Văn học.
- Huân chương Lao động hạng Nhất, Nhì, Ba cho Viện Văn học.
- Huân chương Lao động hạng Nhất, Nhì, Ba cho Tạp chí Nghiên cứu văn học.
- Giải thưởng Hồ Chí Minh cho những cán bộ nghiên cứu của Viện: GS Đặng Thai Mai (1996), GS Cao Xuân Huy (1996), Nhà nghiên cứu Vũ Ngọc Phan (1996), Nhà nghiên cứu Cao Huy Đỉnh (1996), GS.VS Hồ Tôn Trinh (1996), Nhà phê bình Hoài Thanh (2000), GS. Hà Minh Đức (2012), Nhà thơ Hoàng Trung Thông (2022),
- Giải thưởng Nhà nước cho những công trình sáng tạo của cá nhân (trong số này có một số nhà khoa học được nhận giải thưởng khi đã chuyển đơn vị công tác): GS Hà Minh Đức (2000), Nhà thơ Hoàng Trung Thông (2001), GS Phong Lê (2005), PGS.TS. Trần Thị Băng Thanh (2005), GS.TSKH Phan Đăng Nhật (2005), PGS.TS. Thành Duy (tức Nguyễn Văn Truy) (2010), GS.TS. Mai Quốc Liên (2010), Nhà phê bình Ngô Thảo (2012), Nhà phê bình Lê Thành Nghị (2012), TSKH Phan Hồng Giang (2012), GS.TS. Kiều Thu Hoạch (2010), PGS.TS. Phan Trọng Thưởng (2021), PGS.TS. Nguyễn Đăng Điệp (2021).

## Địa chỉ liên hệ
- Địa chỉ: Viện Văn học, 20 phố Lý Thái Tổ, phường Lý Thái Tổ, quận Hoàn Kiếm, thành phố Hà Nội, Việt Nam
- Điện thoại: +84-24-38253548
- Fax: +84-24-38250385
- Email: vienvanhoc@hn.vnn.vn - vienvanhoc@gmail.com